# Maria-Ward-Schule
Maria-Ward-Schule ist der Name mehrerer Schulen, ursprünglich nur für Mädchen, die nach der Ordensgründerin Maria Ward benannt wurden. Manche Maria-Ward-Schulen nehmen heute auch Jungen auf.

## Maria-Ward-Schulen

### Deutschland
- Maria-Ward-Realschule in Altötting
- Maria-Ward-Gymnasium in Altötting
- Maria-Ward-Schule Aschaffenburg
- Maria-Ward-Gymnasium Augsburg
- Maria-Ward-Realschule Augsburg
- Maria-Ward-Schule (Bad Homburg)
- Maria-Ward-Realschule St. Zeno Bad Reichenhall
- Maria-Ward-Gymnasium Bamberg
- Maria-Ward-Realschule in Deggendorf
- Maria-Ward-Fachakademie für Sozialpädagogik der Diözese Eichstätt
- Maria-Ward-Realschule Eichstätt
- Maria-Ward-Realschule Günzburg
- Maria-Ward-Gymnasium in Günzburg
- Maria-Ward-Grundschule in Heiligenstatt
- Maria-Ward-Realschule in Kempten (Allgäu)
- Maria-Ward-Schule (Gymnasium und Realschule) in Landau in der Pfalz
- Maria-Ward-Realschule in Lindau (Bodensee)
- Maria-Ward-Schule (Gymnasium und Berufsfachschule) in Mainz
- Maria-Ward-Realschule in Mindelheim
- Maria-Ward-Mädchenrealschule in München (Berg am Laim)
- Maria-Ward-Schule der Erzdiözese München und Freising (Realschule und Gymnasium) in München (Nymphenburg)
- Maria-Ward-Realschule in Neuburg an der Donau
- Maria-Ward-Schule Grund-/Realschule und Gymnasium in Nürnberg
- Maria-Ward-Realschule Schrobenhausen
- Maria-Ward-Mädchenrealschule in Traunstein-Sparz
- Maria-Ward-Realschule Wallerstein
- Maria-Ward-Schule Würzburg

### Österreich
- Mary-Ward-Privatgymnasium in St. Pölten
- Privat ORG Krems in Krems an der Donau
- Mary-Ward-Privatmittelschule in Krems an der Donau
- Mary-Ward-Privatvolksschule in Krems an der Donau